# L’Alcora
L’Alcora település Spanyolországban, Castellón tartományban. L’Alcora Borriol, Castellón de la Plana, Costur, Fanzara, Figueroles, Lucena del Cid, Onda, Ribesalbes, Vilafamés és Sant Joan de Moró községekkel határos. Lakosainak száma 10 581 fő (2024).

## Népesség
A település népessége az elmúlt években az alábbi módon változott:
| Lakosok száma | 9251 | 10 084 | 10 535 | 11 150 | 10 856 | 10 672 | 10 535 | 10 405 | 10 428 | 10 581 |
|               | 2001 | 2004   | 2006   | 2009   | 2011   | 2014   | 2016   | 2019   | 2021   | 2024   |